# 清凉院 (京都市伏見区)
清凉院（せいりょういん）は、京都市伏見区に所在する浄土宗の寺院（尼寺）。非公開。
清涼院（さんずい）表記は誤りである。
同寺の敷地は、尾張藩初代藩主・徳川義直が生誕した地であり、一帯の地名「五郎太町」は彼の幼名に由来している。

## 起源
- 清凉院の敷地はかつて、伏見城のお花畑山荘とよばれる御殿の一部であったが、豊臣秀吉の死後、伏見城に入った徳川家康は側室のお亀の方（石清水八幡宮神職の娘で未亡人）を寵愛し、この地にあった御殿に住まわせた。慶長5年（1600年）に2人の間に生まれたのが五郎太丸（後の徳川義直）である。
- この山荘は清凉庵となり、後に尼寺清凉院となった。
- サルスベリの赤い花が咲く庭があり、本堂にはお亀の像と五郎太の青年時代の像が安置されている。

## 保存樹
- 百日紅の木：京都市指定保存樹

## 交通アクセス
- JR奈良線藤森駅から、徒歩10分。
- 京阪本線 丹波橋駅、近鉄京都線 近鉄丹波橋駅から、徒歩16分。
- 地図
- 駐車場は1台分のみ。隣接するコインパーキングは寺のものではない。